# Rykarda Parasol
Rykarda Parasol (ur. 1970 w San Francisco) – amerykańska wokalistka folkowa i indie.
Dorastała w San Francisco jako córka dwojga amerykańskich imigrantów: Szwedki i polskiego Żyda. Mieszka głównie w Paryżu.

## Dyskografia
- Here She Comes (EP, 2003)
- Our Hearts First Meet (2006, USA; 2008, UE)
- For Blood and Wine (2009, USA)
- Against the Sun (2013)
- The Color of Destruction (2015)